# Xavier de Maupeou
Xavier Gilles de Maupeou d’Ableiges (Saumur, 16 de março de 1935) é um sacerdote católico Francês, bispo emérito da Diocese de Viana, no estado do Maranhão, Brasil.

## Biografia
Filho de Gilles Marie H. de M. d'Ableiges e Marie Fernande de M. d'Ableiges, D. Xavier cursou o ensino básico em Nantes.  Seus estudos de filosofia e teologia foram concluídos em Saint Suplice, Issy-les-Moulineaux.
Quando diácono, sentiu-se chamado a ser missionário. Por ocasião da publicação da encíclica Encíclica Fidei Donum do Papa Pio XII em 1957, que incentivava o trabalho das missões, D. Antônio Batista Fragoso, de passagem pela França, solicitou um padre para iniciar o trabalho da Ação Católica em São Luís, capital do estado do Maranhão. Foi ordenado sacerdote em 30 de junho de 1962, em Le Mans e logo partiu para o Brasil.
Em São Luís, foi vigário paroquial na Paróquia de Monte Castelo (1963) e, entre 1964 e 1967, foi pároco de Fátima, bairros populares de São Luis. Foi também Assistente Eclesiástico da Juventude Operária Católica (JOC) do Maranhão. A seguir, atendendo ao apelo de Dom Paulo Ponte, arcebispo de São Luís, foi para o interior. Atuou como Pároco de São Benedito do Rio Preto e de Urbano Santos de 1968 a 1979. 
Em 1971 foi preso pelo regime militar, juntamente com o Pe. Antônio de Magalhães Monteiro, acusados de comunismo.
D. Xavier concluiu a Licenciatura em Filosofia pela Universidade Federal do Piauí e  Licenciatura em Direito pela Universidade Federal da Paraíba.
No interior, dedicou-se ao trabalho com as Comunidades Eclesiais de Base (CEBs).
Foi Coordenador Estadual da Comissão Pastoral da Terra e das CEBs do Maranhão (1980-1982); Secretário Nacional do Comitê Episcopal França - América Latina entre 1982 e 1988; Reitor do Seminário Interdiocesano Santo Antônio em São Luís do Maranhão (1989-1994); Reitor e Pároco de São José de Ribamar-MA (1993-1995).
Em 1995, foi nomeado bispo auxiliar de São Luiz do Maranhão-MA, função na qual permaneceu em 1998. Neste cargo, foi Vigário Geral da Arquidiocese de São Luís do Maranhão e Moderador da Cúria.
Em 1998 foi nomeado bispo da diocese de Viana.
Atuou como Bispo responsável pelas CEBs do Maranhão. Trabalhou na Comissão Episcopal do Seminário Interdiocesano e do Centro Teológico do Maranhão (SISA e CETEMA). Exerceu a função de juiz do Tribunal Eclesiástico, Bispo responsável pelo do Clero do Regional Nordeste V; da CNBB e Capelão do Hospital Aquiles Lisboa. Foi responsável também pelo bispo que acompanha as Pastorais Sociais do Maranhão, Vice-Presidente do Regional Nordeste V e Vice-Presidente da Comissão Pastoral da Terra Nacional.
Sua atuação é destacada na luta pelos direitos humanos.

## Livros escritos
- Curso Bíblico para as CEBs - Ed. Paulinas.

## Ordenações
Foi principal consagrador de:
- Arcebispo Paulo Eduardo Andrade Ponte

Foi co-consagrador de:
- Arcebispo Georges Edmond Robert Gilson
- Arcebispo Marcelo Pinto Carvalheira
- Bispo Franco Cuter,O.F.M. Cap.
- Bispo Geraldo Dantas de Andrade, S.C.I.

## Lema
Tudo posso naquele que me conforta